# Roverandom
Roverandom is een sprookje van J.R.R. Tolkien, geschreven in 1925. Na het succes van The Hobbit werd het in 1937 tevergeefs aan een uitgever aangeboden. Pas in 1998 verscheen het voor het eerst. In 2002 kwam een Nederlandse vertaling door Max Schuchart uit.

## Aanleiding
Tolkien had het sprookje verzonnen voor zijn zoon Michael, omdat die tijdens een vakantie in Filey (Yorkshire) zijn speelgoedhondje verloren had. Michael
was zo bedroefd dat Tolkien een sprookje voor hem verzon. Michael was gauw tevreden met de eenvoudige versie, maar John, Tolkiens oudste zoon, wilde meer weten en zo is het verhaal geëvolueerd tot wat het nu is.
Het verhaal gaat over een hondje genaamd Rover, die door een tovenaar in een speelgoedhondje wordt veranderd. Rover reist hierop naar de maan en onder de zee om de tovenaar te vinden zodat deze hem weer terug kan toveren in een normale hond.